# Membrane hémi-perméable
Membrane semi-perméable
Pour les articles homonymes, voir Membrane.

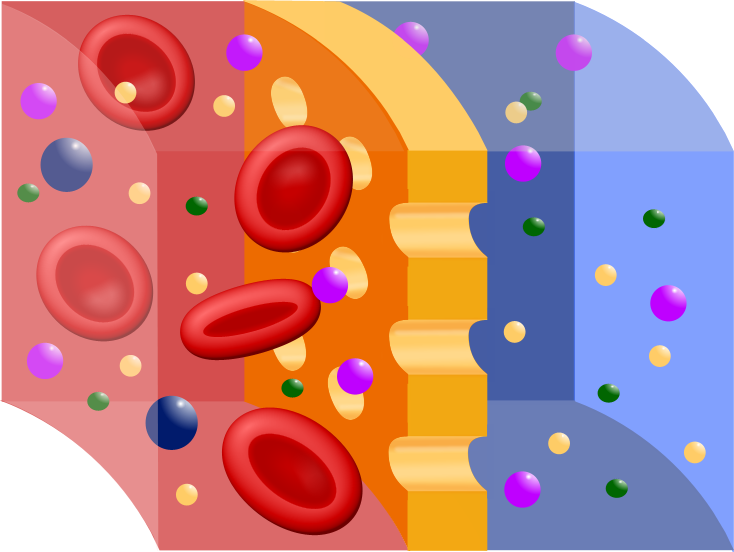
Membrane hémi-perméable

- Une membrane hémi-perméable (ou hémiperméable) est une membrane ne laissant passer que le solvant (en général l'eau), et pas les solutés (substances dissoutes).[réf. souhaitée] Cette propriété est responsable du phénomène d'osmose.
- Une membrane semi-perméable (ou semiperméable) est, à la différence de la membrane hémi-perméable, une membrane laissant passer le solvant ainsi qu'une fraction des solutés.[réf. souhaitée]

Le Petit Larousse 2009, toutefois, ignore le mot « hémi-perméable » et définit « semi-perméable » comme se disant d'une membrane ou d'une cloison qui laisse passer le solvant mais non les corps dissous.